# Gustav Gardt
Gustav Adolf Gardt, född 8 juli 1844 i Finska församlingen, Stockholm, död 19 juni 1902 i Jakob och Johannes församling, Stockholm, var en svensk skådespelare. 

## Biografi
Gardt debuterade vid Ladugårdslandsteatern 1864 och var sedan engagerad där till 1868. Han var engagerad vid Mindre teatern 1868-1870 och 1874-1883, Nya teatern i Göteborg 1870-1874, Nya teatern i Stockholm 1883-1891, bortsett från spelåret 1888-1889, då han var vid William Engelbrechts sällskap, vidare Vasateatern 1893-1894 samt vid Emil Ljungqvists sällskap från 1896.
Han var gift med skådespelaren Clara Johansson från 1871.
Bland hans roller kan nämnas Jupiter i Orfeus i underjorden, General Bom i Storhertiginnan av Gerolstein, Kantschukoff i Fatinitza, Podestan i Lilla frun, Ollendorf i Tiggarstudenten, Bartholo i Figaro i slyngelåren, Rutberg i Öregrund-Östhammar och Lundström i Andersson, Pettersson och Lundström.

## Teater

### Roller (ej komplett)
| År   | Roll                                                       | Produktion                                                          | Regi            | Teater         |
| ---- | ---------------------------------------------------------- | ------------------------------------------------------------------- | --------------- | -------------- |
| 1869 | Ström                                                      | Syfröknarna Anton Bittner                                           |                 | Mindre teatern |
| 1879 | Norbetto Da Cunha                                          | Sjökadetten Richard Genée och Camillo Walzel                        |                 | Mindre teatern |
| 1881 | Grefve de Pontcourlay, guvernör öfver Touraine             | Musketörerne i Klostret Louis Varney, Jules Prével och Paul Ferrier |                 | Mindre teatern |
| 1881 | Urbain,en tjänare                                          | Pariserliv Jacques Offenbach, Henri Meilhac och Ludovic Halévy      |                 | Mindre teatern |
| 1881 | Pietro, Falsacappas förtrogne                              | Frihetsbröderna Jacques Offenbach, Henri Meilhac och Ludovic Halévy |                 | Mindre teatern |
| 1882 | Glasmästare Rutberg                                        | Öregrund-Östhammar Selfrid Kinmanson                                |                 | Mindre teatern |
| 1882 | Danglars                                                   | Greven av Monte Christo Alexandre Dumas den äldre                   |                 | Mindre teatern |
| 1882 | Grefve Timofey Gawrilowitsch Kantschukoff, en rysk general | Fatinitza Franz von Suppé, Friedrich Zell och Richard Genée         |                 | Mindre teatern |
| 1882 | Grefve Seneca da Ruffoli                                   | Carbonanerna Carl Zeller och Moritz West                            |                 | Mindre teatern |
| 1893 | Teodor Koch, innehavare av Stockholms ångchokladfabrik     | Amors droska Rudolf Kneisel och Hermann Hirschel                    |                 | Vasateatern    |
| 1894 | Ivan Ogareff, före detta överste i rysk tjänst             | Tsarens kurir Jules Verne                                           | Emil Ljungqvist | Vasateatern    |
| 1894 | En anarkist                                                | En séance vid Saltsjöbaden Harald Leipziger                         |                 | Vasateatern    |